# Bryssel (region)
Bryssel (officiellt namn på franska Région Bruxelles-Capitale, på nederländska Brussels Hoofdstedelijk Gewest) är en av Belgiens tre federala regioner, tillsammans med Flandern och Vallonien. Regionen omfattar staden Bryssel och är en officiellt tvåspråkig region (franska och  nederländska) bestående av 19 kommuner. Den skapades 1989, då Belgien fick sin nuvarande federala struktur. Regionen omfattar 161,382 km² och hade 2018 ett invånarantal av 1 198 726.
I praktiken omfattar "Brysselregionen"/Stor-Bryssel ett större område än den formella, administrativa regionen. Bryssel-Zaventems flygplats ligger i kommunen Zaventem i regionen Flandern, och många av Bryssels villaförorter ligger endera i Flandern eller i Vallonien, exempelvis Waterloo, där Scandinavian School of Brussels är belägen.
Det politiska styret i Bryssel delas även med två federala gemenskaper, Franska och Flamländska gemenskapen som skall tillvarata de olika språkgruppernas intressen.

## Kommuner i regionen Bryssel

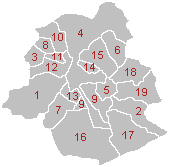
Kommunernas läge inom Brysselregionen. Nummer 4 är kommunen Bryssel.

| Nr | Franskt namn          | Nederländskt namn      | Postnummer                         | Invånarantal (2018) |
| -- | --------------------- | ---------------------- | ---------------------------------- | ------------------- |
| 1  | Anderlecht            | Anderlecht             | 1070                               | 118 382             |
| 2  | Auderghem             | Oudergem               | 1160                               | 33 740              |
| 3  | Berchem-Sainte-Agathe | Sint-Agatha-Berchem    | 1082                               | 24 830              |
| 4  | Ville de Bruxelles    | Stad Brussel           | 1000, 1020, 1120, 1130, 1040, 1050 | 179 277             |
| 5  | Etterbeek             | Etterbeek              | 1040                               | 47 786              |
| 6  | Evere                 | Evere                  | 1140                               | 41 131              |
| 7  | Forest                | Vorst                  | 1190                               | 56 008              |
| 8  | Ganshoren             | Ganshoren              | 1083                               | 24 865              |
| 9  | Ixelles               | Elsene                 | 1050                               | 86 513              |
| 10 | Jette                 | Jette                  | 1090                               | 52 201              |
| 11 | Koekelberg            | Koekelberg             | 1081                               | 21 774              |
| 12 | Molenbeek-Saint-Jean  | Sint-Jans-Molenbeek    | 1080                               | 97 005              |
| 13 | Saint-Gilles          | Sint-Gillis            | 1060                               | 50 002              |
| 14 | Saint-Josse-ten-Noode | Sint-Joost-ten-Node    | 1210                               | 27 032              |
| 15 | Schaerbeek            | Schaarbeek             | 1030                               | 133 010             |
| 16 | Uccle                 | Ukkel                  | 1180                               | 82 275              |
| 17 | Watermael-Boitsfort   | Watermaal-Bosvoorde    | 1170                               | 25 012              |
| 18 | Woluwe-Saint-Lambert  | Sint-Lambrechts-Woluwe | 1200                               | 56 303              |
| 19 | Woluwe-Saint-Pierre   | Sint-Pieters-Woluwe    | 1150                               | 41 580              |